# Förbundsdagsvalet i Tyskland 1990
Förbundsdagsvalet i Tyskland 1990 ägde rum den 2 december 1990 och stod helt i återföreningens tecken som det första valet efter Tysklands återförening.
Helmut Kohl och CDU/CSU hade stora framgångar i samband med återföreningen och vann valet tillsammans med FDP. För första gången var inte bara tidigare DDR-medborgare röstberättigade utan även medborgare i Västberlin. Förbundsdagens mandat höjdes till 662.

## Resultat
|  |

|  |

|  |

|  |

|  |

|  |

|  |

|  |

|  |

Övre tal är antal mandat i Förbundsdagen, nedre tal är antal röster och i fetstil står regeringspartierna.